# 异柠檬酸脱氢酶 (NADP+)
異檸檬酸脱氫酶 (NADP+)（EC 1.1.1.42 （页面存档备份，存于））是一种以NAD+或NADP+为受体、作用于供体CH-OH基团上的氧化还原酶。这种酶能催化以下酶促反应：
異檸檬酸 + NADP+ {\displaystyle \rightleftharpoons } 2-酮戊二酸 + CO2 + NADPH
異檸檬酸脱氫酶 (NADP+)需要Mn2+或Mg2+以维持活性。真核细胞中的异柠檬酸脱氢酶 (NAD+)以两种形式存在：其中一种与NADP+还存在于细胞质基质中不能变构调节；另一种与NAD+相关联且仅在线粒体中被发现并但可以变构调节。这两种酶——异柠檬酸脱氢酶 (NADP+)与异柠檬酸脱氢酶 (NAD+)并不相同，前者能以草酰琥珀酸作为底物。某些物种的异柠檬酸脱氢酶 (NADP+)也能利用NAD+，但催化的反应速率较慢。